# Непридуманные истории
«Непридуманные истории» (англ. Tales of the Unexpected) — британский телесериал. С 1979 по 1988 год было снято 9 сезонов (общей сложностью 112 эпизодов). Первая серия вышла на экраны 24 марта 1979 года, последняя была показана 13 мая 1988 года.
Сериал представляет собой антологию, состоящую из разных по содержанию историй объединённых одним жанром. Первоначально сюжетами для эпизодов служили сборники коротких рассказов Роальда Даля, такие как «Абсолютно неожиданные истории» (1979), «Поцелуй» (1960) и «Кто-то вроде тебя» (1953). Большинство эпизодов девятого сезона (таких как «Жена полковника», «Жезлоносец», «Факты жизни» и «Мистер Всезнайка») поставлено по мотивам новелл Сомерсета Моэма.
Порой мрачноватые, а иногда забавные и ироничные новеллы, как правило, всегда имеют неожиданную развязку.

## Формат
На протяжении первых двух сезонов в начале каждого эпизода Даль произносит вступительный монолог, объясняя, что именно вдохновило его на написание той или иной истории.
Несмотря на довольно низкий бюджет, выделяемый на съёмки эпизодов, сериал привлекает к себе внимание обилием звёзд высокого ранга, среди которых встречаются актёры Джосс Экленд, Дэвид Кэссиди, Джоан Коллинз, Деннис Кристофер, Брэд Дуриф, Хью Фрейзер, Сьюзан Джордж, Иэн Холм, Лу Джейкоби, Филип Джексон, Роберт Лоджиа, Мириам Маргулис, Терри О’Куинн, Джордж Пеппард, Дэвид Суше, Джесси Мэттьюс, Эвелин Лэй, Виктория Теннант, Шивон Маккенна и Тойа Уилкокс.

## Музыка
Открывающая каждую серию музыкальная тема была написана австралийским кинокомпозитором Роном Грэйнером, известным также как автор музыкальной темы телесериала «Доктор Кто».
В 7-м эпизоде 9-го сезона «Мёртвые не воруют» (англ. The Dead Don’t Steal, премьера 22 апреля 1988 года) использованы две песни с альбома Help! (1965) группы The Beatles — «Dizzy Miss Lizzy» и «You've Got to Hide Your Love Away».